# رفعت ییلدیز
رفعت ییلدیز (ترکی استانبولی: Rıfat Yıldız؛ زادهٔ ۱ آوریل ۱۹۶۵) کشتی‌گیر سابق ترک‌تبار اهل آلمان در دستهٔ ۵۷–۵۸ کیلوگرم کشتی فرنگی است. او برندهٔ یک مدال نقره از بازی‌های المپیک (۱۹۹۲ بارسلون) و دو مدال طلا (۱۹۹۰، ۱۹۹۱) و یک نقره (۱۹۸۷) از مسابقات قهرمانی کشتی جهان است. ییلدیز همچنین قهرمان یک دورهٔ مسابقات قهرمانی کشتی اروپا (۱۹۹۲) است.
رفعت ییلدیز ملی‌پوش آلمان در دو دورهٔ دیگر بازی‌های المپیک ۱۹۹۶ آتلانتا و ۲۰۰۰ سیدنی بود که به ترتیب به مقام‌های پنجم و چهارم رسید.